# 메건이 떠났을 때
《메건이 떠났을 때》(영어: When Megan Went Away 웬 메건 웬트 어웨이[*])는 1979년 제인 세버런스가 쓰고 티 스쿡이 삽화를 맡은 그림책이다. 소규모 출판사 롤리팝 파워가 출판한 책으로, 소녀 섀넌과 어머니, 어머니의 전 파트너 메건의 별거 이야기를 다루고 있다. 성소수자 등장인물이 등장하는 최초의 그림책이라고 잘못 알려진 레슬레아 뉴먼의 1989년 작품 《헤더는 두 명의 엄마가 있다》보다 10년 일찍 쓰였다.
20대 초반 덴버의 여성주의 서점에서 일하는 젊은 레즈비언으로서 세버런스는 레즈비언 부모를 둔 아이들을 위해 자신이 인지하였던 그림책의 부재를 바로잡으려고 하였다. 《메건이 떠났을 때》는 출판 후 별로 관심을 받지 못하였고, 레즈비언의 생활을 성차별적으로 다루지 않은 예시라고 칭찬 받은 동시에 레즈비언의 모성이 증가하던 시기 동성의 분리에 대한 묘사가 시기적으로 좋지않았다는 악평이 존재했다. 2010년대, 《메건이 떠났을 때》의 복사본은 아카이브나 도서관의 특별 콜렉션에서 구할 수 있다.

## 배경
작가인 제인 세버런스는 1957년 아이다호주 모스코에서 태어났다. 세버런스는 "언제나 작가가 되고 싶었다"고 회상하며 7살 때 이야기를 쓰려고 했다고 회고하였다. 세버런스의 할머니인 도로시는 자식들에게 독서에 대한 사랑을 전하였지만, 세버런스의 가족들은 세버런스가 글을 쓰는 것에 많은 응원을 해주지 않았다.
세버런스는 레즈비언으로 커밍아웃하였으며, 대학을 진학하기 위해 덴버로 보금자리를 옮겼다. 대학을 졸업하기까지는 10년이 걸렸고, 1970년대 후반까지는 어린이집에서 아이를 가르쳤다. 세버런스는 덴버에서 제작사, 신문사, 여성주의 서점(워먼 투 워먼) 및 시위와 행진을 조직하였던 "매우 젊은 레즈비언 여성주의자들이 모인 소규모의 레즈비언 커뮤니티"에 참여하였다고 이야기했다. 세버런스는 또래 중 "아주 비참학 육아"를 보았다는 것을 말하며, 이전 세대의 레즈비언 롤모델 및 교육의 부족, 빈곤함, 정신 건강과 약물 남용이 모두 지역 사회가 직면했던 육아 문제에 기여했다고 언급하였다. 세버런스는 자신의 삶을 "레즈비언이 되는 것에 대한 모든 것"이라고 표현하였으며 레즈비언 엄마의 자식들을 위한 그림책이 필요하다고 생각을 전하였다.

## 줄거리
《메건이 떠났을 때》의 줄거리는 10대 초반의 소녀 섀넌과 섀넌의 엄마와 파트너였다가 최근 별거를 하게 된 메건을 중심으로 전개된다. 섀넌은 메건이 가지고 간 물건과 남아있는 물건이 무엇인지를 알아차리고, 어머니의 전 파트너를 생각하면서 집 안을 돌아다닌다. 섀넌은 메건과 함께한 삶이 어떠하였는지 계속해서 회상한다. 책 속의 삽화는 섀넌과 어머니 모두 메건이 떠난 상황에 대해 심란한 마음이 있다는 것을 그려냈다. 메건이 떠난 후 섀년의 삶은 매우 달라질 것이고, 섀년은 자신 앞에 직면한 변화를 어떻게 헤쳐나갈지에 대해 생각한다. 섀넌은 퍼즐을 꺼내지만 곧이어 엄마가 퍼즐을 좋아하지 않는다는 것을 기억한다. 섀년은 엄마를 위해 샌드위치와 우유를 저녁 식사를 만들었지만, 엄마가 식사를 하지 않자 화를 낸다. 쌓이고 쌓인 분노와 슬픔은 섀넌이 거실에서 짜증을 내게 했지만, 엄마는 이를 알아차리고, 섀넌을 위로하기 위해 부엌을 떠난다. 어둠 속에서 두 사람은 담요 밑에서 메건과 함께 했던 좋은 시절과 나쁜 시절을 회상하며 함께 운다. 이후 많이 울어 지친 섀넌과 엄마는 부엌으로 향하였고, 엄마는 자기와 섀넌이 먹을 햄버거를 만든다. 이야기는 섀넌의 어머니가 두 사람이 함께 완성할 퍼즐을 잡으려 하는 장면에서 끝난다.

## 출판 역사
세버런스는 《메건이 떠났을 때》를 대략 21살이었을 때 썼다. 시간이 지난 후 세버런스는 당시 출판 과정은 굉장히 이질적으로 느껴졌다고 묘사하였다. 세버런스는 출판된 책 뒷면에 주소가 적혀 있었던 출판사 롤리팝 파워에 편지를 쓰고 원고를 보냈다. 노스캐롤라이나주의 채플힐에 위치해 있던 롤리팝 파워는 1970년부터 아동의 성 고장관념 및 성차별을 완화하기 위해 출판을 시작했던 소규모 출판사였다. 편집 과정 중 롤리팝 파워는 세버런스가 반대했던 책의 한 부분을 다시 썼으며, 세버런스에게 "아일랜드계 여성만이 레즈비언"이라는 인상을 받지 않도록 "섀넌"과 "메건"이라는 이름을 바꾸자고 제안하기도 했다.
1979년, 《메건이 떠났을 때》는 32쪽 분량에 티 스쿡이 그린 삽화를 포함해 출판되었다. 책 각각의 장 및 표지 모두 종이로 인쇄되었고, 제본은 스테이플러로 되어 있었다. 5세에서 12세 사이의 어린이를 독자로 설정했지만 널리 배포되지는 않았다. 이후 1986년 미국의 급진적 여성주의 잡지 미스(영어: Ms.)에 슈크에 삽화가 제외된 채 텍스트만이 실렸다. 당시 필명으로 R. 민타 데이가 사용됐고, 어린이를 위한 반(反)성·인종차별 소설로 구성된 "스토리스 포 프리 칠드런"에 실렸다. 세버런스의 책이 미스에 실렸음에도 동료 LGBTQ 아동 작가인 레슬레아 뉴먼은 롤리팝 파워가 충분한 홍보를 하지 않아 알려지는 범위가 제한되었다고 주장하였다.

## 반응
《메건이 떠났을 때》가 처음 출판되었을 때 규모가 있는 잡지들에서는 아무도 책을 리뷰를 하지 못하였다. 1980년 레노어 고든은 인터레이시얼 북스 포 칠드런 불러틴에서 책을 극찬하며 "세버런스의 부드러운 스토리텔링 능력과 디테일 모두에 강점"이 있다고 썼다. 또한 스쿡의 삽화에 대해서는 세버런스의 우울한 글의 기조와는 일치하지 않는 "즐거운 어린이 재질"을 가지고 있다고 묘사하였다. 이와 비슷하게 WLW 저널에 글을 쓴 캐럴린 모스코비츠는 스토리를 "약간 암울하다"고 표현하였다. 반대로, 1980년대 캐리 디어본은 게이 커뮤니티 뉴스에 《메거니 떠났을 때》가 자신과 친구들에게 미친 감정적인 영향을 쓴 기사를 기고하였다. 디어본은 "레즈비언의 자식이 외로움을 덜 느낄 수 있도록 도와줄 것"이라고 호평하였고, 스쿡의 삽화에 담긴 장식을 "초기 미국의 다이크"라고 묘사하였다. 1989년에 글을 쓴 잉글랜드의 교수 버지니어 L. 울프는 섀넌의 어머니와 메건 사이에 있던 관계의 로맨틱한 성격이 어린 독자들에게는 인식되지 않을 수도 있지만, 일부 성인 독자들은 해당 이야기를 레즈비언의 맥락에서 이해할 수 있을 것이라고 하였다.
한편 고든은 《메건이 떠났을 때》가 "흔하지 않게 개방된 레즈비언의 생활상"을 그렸다면서 많은 독자들이 읽을 수 있게 할 수 있던 접근성을 최소화시켰다는 점을 비판하였다. 비록 동성 부모 가정의 묘사가 일부 독자를 만족시켰지만, 다른 독자들에게는 레즈비언에 관해 출판된 첫 작품이 단절된 관계가 중심적으로 전개된다는 점을 우려하였다. 초기 유아교육학자 다네 E. 데이비스는 책의 출판 시기, 일부 레즈비언과 페미니스트들이 《메건이 떠났을 때》의 이별이 레즈비언의 모성이 증가하기 시작한 시기에 레즈비언 가정에 대한 대중의 인식에 해가 될 수도 있다는 이유로 책을 비판했다고 전했다. 이러한 비판에 세버런스는 2010년에 출판된 인터뷰에서 다른 점들에 초점을 맞추기 보다는 다른 모든 사람들과 비슷한 레즈비언을 묘사하는 데 집중했다고 말했다.

## 영향
1970년대 후반 전에는 성별에 맞지 않는 캐릭터가 그려진 그림책은 여럿 있었으나, 그 외에 아동 그림책에는 LGBT 캐릭터가 없었다. 아동문학 학자들은 보통 《메건이 떠났을 때》가 LGBT 등장 인물이 포함된 최초의 그림책이자, 레즈비언 캐릭터를 주인공으로 한 최초의 책이며, 동성 간 관계의 분리를 묘사한 첫 서적이라고 주장한다. 책의 본문에서는 등장인물을 명확하게 식별하기 위해 "레즈비언"이라는 단어를 사용하지 않았지만, 책의 첫머리에 세버런스와 슈크의 말에 "이 글은 레즈비언 어머니의 모든 자식들을 위한 것이며, 그들이 직면할 수 있는 특별한 상황을 위한 것이며, 우리는 그들이 깨달을 것이라고 믿는다"고 썼다.
일부는 뉴먼의 《헤더는 두 명의 엄마가 있다》(영어: Heather Has Two Mommies 헤더 해스 투 마미스[*])가 레즈비언을 다룬 최초의 그림책이라고 생각하며 《메건이 떠났을 때》가 잊혀지기도 한다. 《헤더는 두 명의 엄마가 있다》의 출판사인 앨리슨 북스의 웹사이트에서는 《헤더는 두 명의 엄마가 있다》를 최초의 레즈비언 그림책이라고 언급하였다.
뉴먼은 원래 《헤더는 두 명의 엄마가 있다》가 최초의 레즈비언 그림책이라고 주장했지만, 이후 《메건이 떠났을 때》가 자신의 작품보다 더 먼저 발표되었다는 사실을 인정하였다. 뉴먼은 "단어 선정에 매우 조심스럽다"며 자신의 책을 "두 명의 레즈비언 엄마와 그들의 자식들의 행복한 가족을 그린 최초의 그림책"이라고 표현하였다. 세버런스는 뉴먼의 성공을 언급하며 《헤더는 두 명의 엄마가 있다》를 "레즈비언 어머니에 관한 최초의 성공적인 책"으로 인정하길 바란다고 이야기했다. 개인적으로 친분이 있는 세버런스와 뉴먼은 시간적인 알맞음 및 행운과 같은 요소들이 《헤더는 두 명의 엄마가 있다》의 상대적 인기에 기여했을 가능성이 높다는 데 동의했다. 세버런스는 뉴먼을 "허슬러"라고 묘사하였고, 뉴먼은 롤리팝 파워가 출판 후 마케팅을 제대로 하지 못했다고 말하였다. 《메건이 떠났을 때》는 레즈비언 캐릭터를 초기에 다루었음에도 불구하고, 아동문학 학자들은 《헤더는 두 명의 엄마가 있다》를 비롯해 이후에 LGBT 등장인물이 등장하는 그림책처럼 금지하려는 어떠한 도전이나 시도를 끌어냈다는 것은 알려져 있지 않다. 《헤더는 두 명의 엄마가 있다》와 《메건이 떠났을 때》가 받는 평과 대조적으로 데이비스는 두 책 모두 당시 시간으로는 너무 일렀다고 표현했다.
《메건이 떠났을 때》가 출판된 이후 세버런스는 엄마를 포함해 네 명의 여성들이 키우는 소녀를 다룬 1983년 작 《많은 엄마들》(영어: Lots of Mommies)과 알코올 중독 레즈비언 엄마와 사는 두 명의 자매를 그린 1993년 작품 《고스트 페인스》(영어: Ghost Pains)까지 두 권의 작품을 더 썼다. 아동문학 연구자 토머스 크리스프는 아동문학협회 계간지에서 세버런스의 경력 및 책이 아동문학에서 기묘한 삶을 독특하게 묘사하는 데 기여하였다고 언급하며 다른 묘사보다 "감정적으로 더 정직할지도 모르는 비전"이라고 표현하였다. 2010년, 세버런스는 계속하여 글을 쓰고 있고, 더 많은 독자를 위해 다른 작품을 출판할 에이전트를 찾고 있었다. 크리스프는 집필 당시 《메건이 떠났을 때》의 사본을 찾기가 어려웠다고 밝혔다. 《메건이 떠났을 때》은 보통 도서관 특별 콜렉션이나 아카이브로 제한되며, 2차 판매는 원래 판매 가겨이었던 1.85달러의 40배가 넘는 가격으로 판매가 된다.

### 참고 자료
- Bickford, John Holden; Lawson, Devanne R. (2020). “Examining patterns within challenged or banned primary elementary books”. 《Journal of Curriculum Studies Research》 2 (1): 16–38. doi:10.46303/jcsr.02.01.2. ISSN 2690-2788.
- Crisp, Thomas (2010). “Setting the record 'straight': An interview with Jane Severance”. 《Children's Literature Association Quarterly》 35 (1): 87–96. doi:10.1353/chq.0.1950. ISSN 0885-0429.
- Davis, Danné E. (2016). “Jessie, a girl with two moms”. 《Multicultural Perspectives》 18 (3): 159–166. doi:10.1080/15210960.2016.1191281. ISSN 1521-0960.
- Day, R. Minta (November 1986). “When Megan Went Away”. 《Ms.》. 15권 5호. 85–86쪽. ISSN 0047-8318.
- Dearborn, Carrie (1980년 7월 12일). “Kid stuff”. Book Reviews. 《Gay Community News》. 7권 50호. 2쪽. hdl:2047/D20373229. ISSN 0147-0728.
- Gordon, Lenore (1980). “When Megan Went Away by Jane Severance”. [Review]. 《Interracial Books for Children Bulletin》. 11권 1–2호. 27쪽. ISSN 0146-5562.
- Moskovitz, Carolyn (1980). “When Megan Went Away by Jane Severance”. [Review]. 《WLW Journal》. 5권 6호. 24쪽. ISSN 0272-1996.
- Naidoo, Jamie Campbell (2012). 《Rainbow family collections: Selecting and using children's books with lesbian, gay, bisexual, transgender, and queer content》. Libraries Unlimited. ISBN 9781598849608.
- Naidoo, Jamie Campbell (2018). 〈LGBTQAI+ books save lives〉. 《LGBTQAI+ books for children and teens: Providing a window for all》. By Dorr, Christina; Deskins, Liz. American Library Association. iv–xxix쪽. ISBN 978-0-8389-1649-0.
- Nel, Philip (2015). “When will the children be free? Looking back on Free to Be … You and Me”. 《WSQ: Women's Studies Quarterly》 43 (1–2): 282–286. doi:10.1353/wsq.2015.0019. ISSN 0732-1562.
- Peel, Katie R. (2015). “An interview with Lesléa Newman: A punchy new Heather, Dolly Parton, and Orange Is the New Black”. 《Journal of Lesbian Studies》 19 (4): 470–483. doi:10.1080/10894160.2015.1057076. ISSN 1089-4160. PMID 26264992.
- Rudman, Masha Kabakow (1995). 《Children's literature: An issues approach》 3판. Longman. ISBN 978-0801305375.
- Rudolph, Dana (2017년 10월 20일). “A very brief history of LGBTQ parenting”. Family Equality Council. 2018년 10월 25일에 원본 문서에서 보존된 문서. 2018년 10월 25일에 확인함.
- Severance, Jane (1979). 《When Megan went away》. Lollipop Power. ISBN 0-914996-22-3.
- Wolf, Virginia L. (1989). “The gay family in literature for young people”. 《Children's Literature in Education》 20 (1): 51–58. doi:10.1007/BF01128040. ISSN 0045-6713.